# Domonique Simone
Domonique Simone (născută Deirdre Morrow pe 18 iunie 1971 în Valdosta, Georgia) este o actriță porno americană. Ea este cunoscută sub nume diferite ca Dominique Seymour, Dominique Simone, Deadra Marrow, Deadre Marrow, Deidra Marrow, Deirdre Morrow, Jennifer Rose, Dominique Simon, Monique Simon, Monique Simone și Domonique Symour.